# Jekuthiel Ginsburg
Jekuthiel Ginsburg (* 15. August 1889 in Lipniki, Wolhynien, Russisches Kaiserreich; † 7. Oktober 1957 in New York City) war ein US-amerikanischer Mathematikhistoriker.

## Leben
Ginsburg wanderte 1912 in die USA ein und studierte Mathematik an der Columbia University mit dem Master-Abschluss 1916. Danach war er Assistent des Mathematikhistorikers David Eugene Smith am Teacher’s College der Columbia University.  Er lehrte Mathematik ab 1928 als Professor an der Yeshiva University (damals Yeshiva College) und ab 1935 stand er der Mathematikfakultät vor. Bei Gründung des Institute of Mathematics der Yeshiva University 1952 wurde er dessen Direktor.
Ginsburg war 1933 der Gründungsherausgeber von Scripta Mathematica.
1942 erhielt er einen D.Sc. der Columbia University. 1952 wurde er zum Fellow der New York Academy of Sciences gewählt.

## Schriften
- Ketavhim mivharim (Hebräisch), 1960 (über jüdische Mathematik)
- mit David Eugene Smith: History of Mathematics in America before 1900, MAA, Carus Mathematical Monographs, 1930, Archive
- mit David Eugene Smith: Numbers and Numerals, Columbia University Teacher’s College 1937